# Forn de Can Thos
El Forn de Can Thos és un forn de rajols de Massanes (Selva) inclos a l'Inventari del Patrimoni Arquitectònic de Catalunya.

## Descripció
Antic forn de rajols situat al barri del Rieral, molt a prop de Can Ramilans, però dins les propietats de Can Thos (veure fitxes corresponents), on s'hi arriba agafant un trencall a l'esquerra de la carretera que va direcció Girona, davant per davant del trencall de l'estació de tren.
El forn està construït aprofitant el lleuger pendent del terreny al qual està adossat. Es conserven les dues boques del forn, amb els arcs escarsers fets de dues fileres de maons disposats en sardinell. Les cambres de cocció estan plenes de terra. La part superior del forn s'ha ensorrat. La vegetació està degradant el forn, que caldria conservar.

## Història
Durant el segle xix i principis del XX a Massanes van funcionar diversos forns de rajols, com el Forn d'en Soler (Rajoleria de Dalt), Mas Martí (Rajoleria de Baix), Forn d'en Marquès, Can Torries i el Forn del Rieral.